# Morre
Cet article possède un paronyme, voir Corre.
Morre est une commune française située dans le département du Doubs, la région culturelle et historique de Franche-Comté et la région administrative Bourgogne-Franche-Comté, à 5 km de Besançon.
Morre tiendrait son origine de maïodorum (« grande porte ») et de mayorre (« rocher »). Morre représente donc la grande porte dans le rocher, la porte taillée.
Ses habitants s'appellent les Morriers et les Morrières.

## Géographie
Au pied des falaises de Montfaucon, le vieux village et son église au clocher pyramidal sont implantés dans une combe.

### Transport
La commune est desservie par les lignes  81 ,  82  et  83  du réseau de transport en commun Ginko.

### Climat
Pour des articles plus généraux, voir Climat de la Bourgogne-Franche-Comté et Climat du Doubs.
En 2010, le climat de la commune est de type climat de montagne, selon une étude du Centre national de la recherche scientifique s'appuyant sur une série de données couvrant la période 1971-2000. En 2020, Météo-France publie une typologie des climats de la France métropolitaine dans laquelle la commune est exposée à un climat semi-continental et est dans la région climatique  Jura, caractérisée par une forte pluviométrie en toutes saisons (1 000 à 1 500 mm/an), des hivers rigoureux et un ensoleillement médiocre. 
Pour la période 1971-2000, la température annuelle moyenne est de 10,1 °C, avec une amplitude thermique annuelle de 17,3 °C. Le cumul annuel moyen de précipitations est de 1 259 mm, avec 13,7 jours de précipitations en janvier et 9,9 jours en juillet. Pour la période 1991-2020, la température moyenne annuelle observée sur la station météorologique de Météo-France la plus proche, « Besançon », sur la commune de Besançon à 4 km à vol d'oiseau, est de 11,4 °C et le cumul annuel moyen de précipitations est de 1 157,0 mm. 
La température maximale relevée sur cette station est de 40,3 °C, atteinte le 28 juillet 1921 ; la température minimale est de −20,7 °C, atteinte le 9 janvier 1985,,. 
Les paramètres climatiques de la commune ont été estimés pour le milieu du siècle (2041-2070) selon différents scénarios d'émission de gaz à effet de serre à partir des nouvelles projections climatiques de référence DRIAS-2020. Ils sont consultables sur un site dédié publié par Météo-France en novembre 2022.

## Urbanisme

### Typologie
Au 1er janvier 2024, Morre est catégorisée ceinture urbaine, selon la nouvelle grille communale de densité à 7 niveaux définie par l'Insee en 2022.
Elle appartient à l'unité urbaine de Besançon, une agglomération intra-départementale dont elle est une commune de la banlieue,. Par ailleurs la commune fait partie de l'aire d'attraction de Besançon, dont elle est une commune de la couronne,. Cette aire, qui regroupe 310 communes, est catégorisée dans les aires de 200 000 à moins de 700 000 habitants,.

### Occupation des sols
L'occupation des sols de la commune, telle qu'elle ressort de la base de données européenne d’occupation biophysique des sols Corine Land Cover (CLC), est marquée par l'importance des territoires agricoles (30,3 % en 2018), en diminution par rapport à 1990 (34,3 %). La répartition détaillée en 2018 est la suivante : 
forêts (29 %), zones agricoles hétérogènes (20,3 %), zones urbanisées (17,2 %), zones humides intérieures (15,3 %), prairies (9,9 %), zones industrielles ou commerciales et réseaux de communication (5,5 %), espaces verts artificialisés, non agricoles (2,8 %). L'évolution de l’occupation des sols de la commune et de ses infrastructures peut être observée sur les différentes représentations cartographiques du territoire : la carte de Cassini (XVIIIe siècle), la carte d'état-major (1820-1866) et les cartes ou photos aériennes de l'IGN pour la période actuelle (1950 à aujourd'hui).

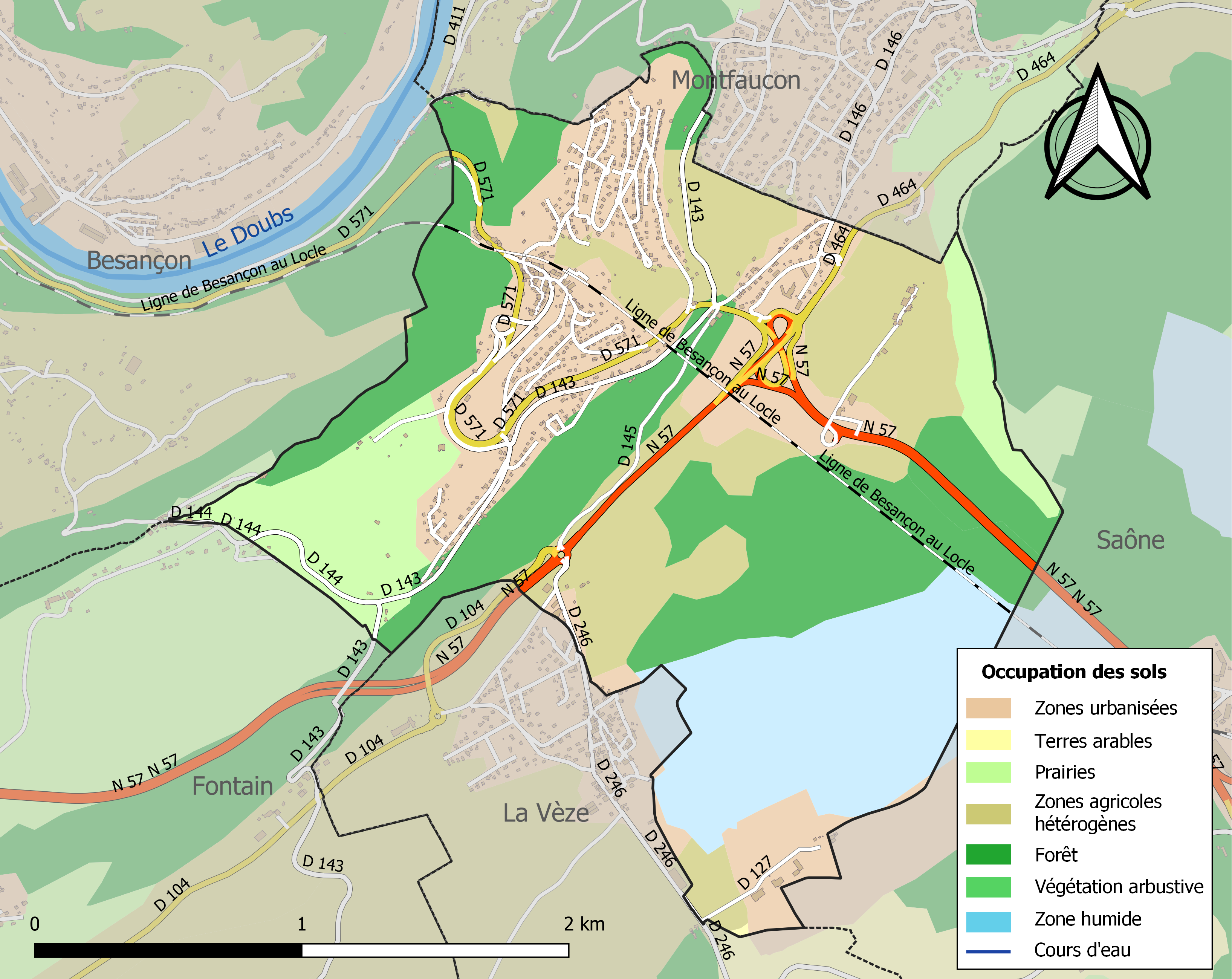
Carte des infrastructures et de l'occupation des sols de la commune en 2018 (CLC).

## Toponymie
Maiodurum en 1049 ; Maiorra en 1189 ; Mayorre en 1228 ; Mahorre en 1260 ; Morre depuis 1303.

## Histoire
Par décret royal du 17 juillet 1819, les communes de la Chevillotte, de Gennes, de Mamirolles, de Le Gratteris, de Montfaucon, de Morre et de Saône faisant alors partie du canton de Roulans, arrondissement de Baume, département du Doubs seront distraites de ce canton et réunies au canton sud de la ville de Besançon, arrondissement de Besançon.

## Politique et administration
| Période                                  | Période                   | Identité                                            | Étiquette | Qualité  |
| ---------------------------------------- | ------------------------- | --------------------------------------------------- | --------- | -------- |
| 2001                                     | En cours (au 31 mai 2020) | Jean-Michel Cayuela, Réélu pour le mandat 2020-2026 | PS        | Retraité |
| Les données manquantes sont à compléter. |                           |                                                     |           |          |

## Démographie
L'évolution du nombre d'habitants est connue à travers les recensements de la population effectués dans la commune depuis 1793. Pour les communes de moins de 10 000 habitants, une enquête de recensement portant sur toute la population est réalisée tous les cinq ans, les populations de référence des années intermédiaires étant quant à elles estimées par interpolation ou extrapolation. Pour la commune, le premier recensement exhaustif entrant dans le cadre du nouveau dispositif a été réalisé en 2004.

En 2022, la commune comptait 1 321 habitants, en évolution de −2,44 % par rapport à 2016 (Doubs : +1,88 %, France hors Mayotte : +2,11 %).
| 1793 | 1800 | 1806 | 1821 | 1831 | 1836 | 1841 | 1846 | 1851 |
| ---- | ---- | ---- | ---- | ---- | ---- | ---- | ---- | ---- |
| 278  | 278  | 347  | 315  | 398  | 414  | 423  | 469  | 489  |

| 1856 | 1861 | 1866 | 1872 | 1876 | 1881 | 1886 | 1891 | 1896 |
| ---- | ---- | ---- | ---- | ---- | ---- | ---- | ---- | ---- |
| 448  | 424  | 408  | 392  | 692  | 544  | 395  | 370  | 403  |

| 1901 | 1906 | 1911 | 1921 | 1926 | 1931 | 1936 | 1946 | 1954 |
| ---- | ---- | ---- | ---- | ---- | ---- | ---- | ---- | ---- |
| 360  | 384  | 389  | 323  | 336  | 357  | 329  | 301  | 331  |

| 1962 | 1968 | 1975  | 1982  | 1990 | 1999  | 2004  | 2006  | 2009  |
| ---- | ---- | ----- | ----- | ---- | ----- | ----- | ----- | ----- |
| 435  | 667  | 1 176 | 1 009 | 998  | 1 154 | 1 213 | 1 221 | 1 296 |

| 2014  | 2019  | 2022  | - | - | - | - | - | - |
| ----- | ----- | ----- | - | - | - | - | - | - |
| 1 335 | 1 342 | 1 321 | - | - | - | - | - | - |

## Lieux et monuments
- Le sanctuaire de Notre-Dame de la Libération avec sa statue de vierge à l'enfant haute de 6 m[22].
- L'église Saint-Fort.
- La croix de mission, bénie le 15 novembre 1942. Elle a dû être déposée, par mesure de sécurité, le 11 décembre 2020. Elle se situait sur le Roc Clair qui domine le village.
- Les 2 vierges aux bras ouverts (environ 0,8 m de hauteur), veillant sur le tronçon de la RN57 traversant la commune : 50 m avant le panneau d'entrée d'agglomération[23] et à l'intérieur du tunnel du trou-au-loup[24].
- La cascade du Trou de l’Enfer sur le site "Ravin du Val d'Enfer", inscrit le 3 juillet 1943[25].

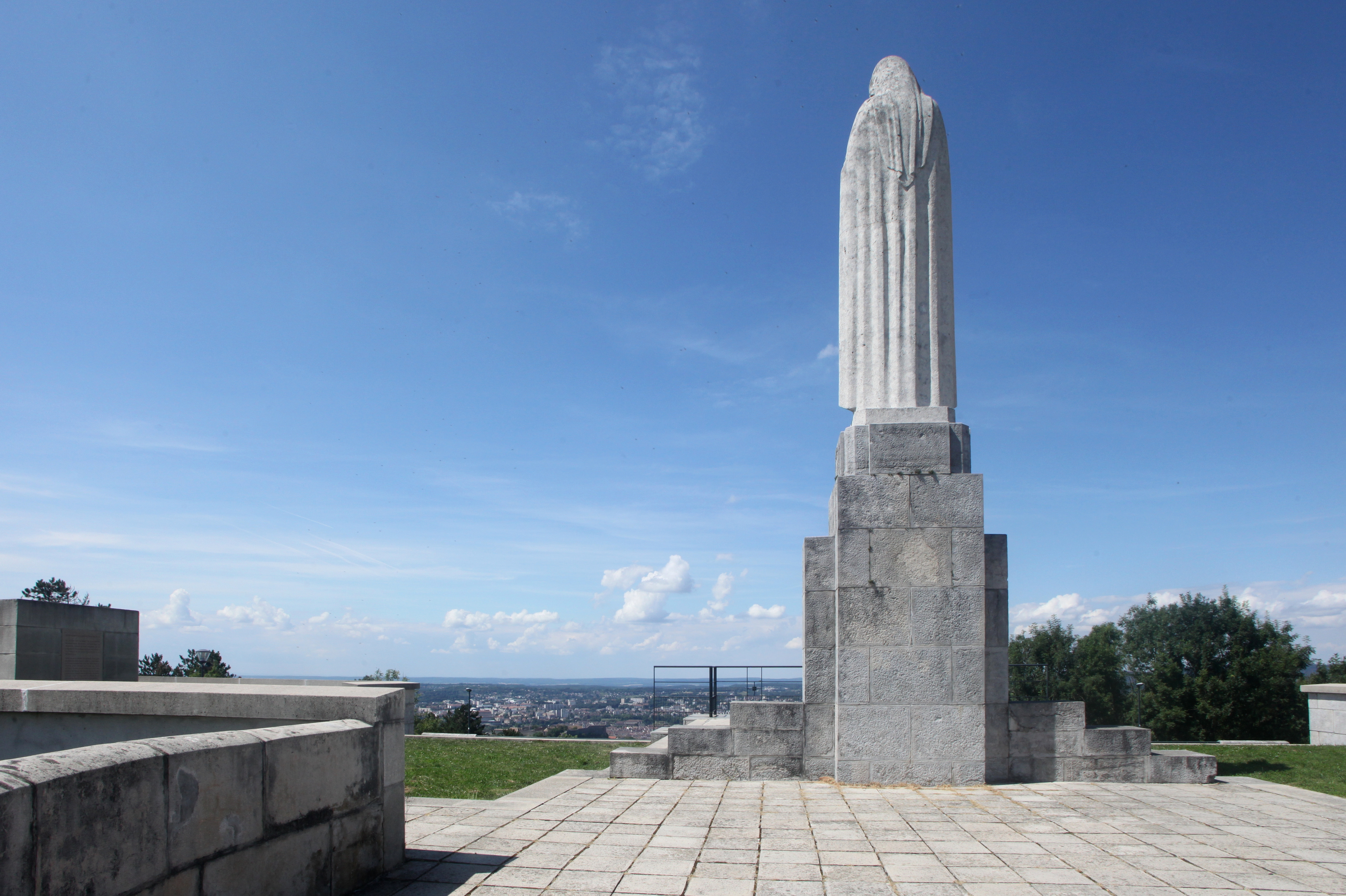
Notre-Dame de la Libération.
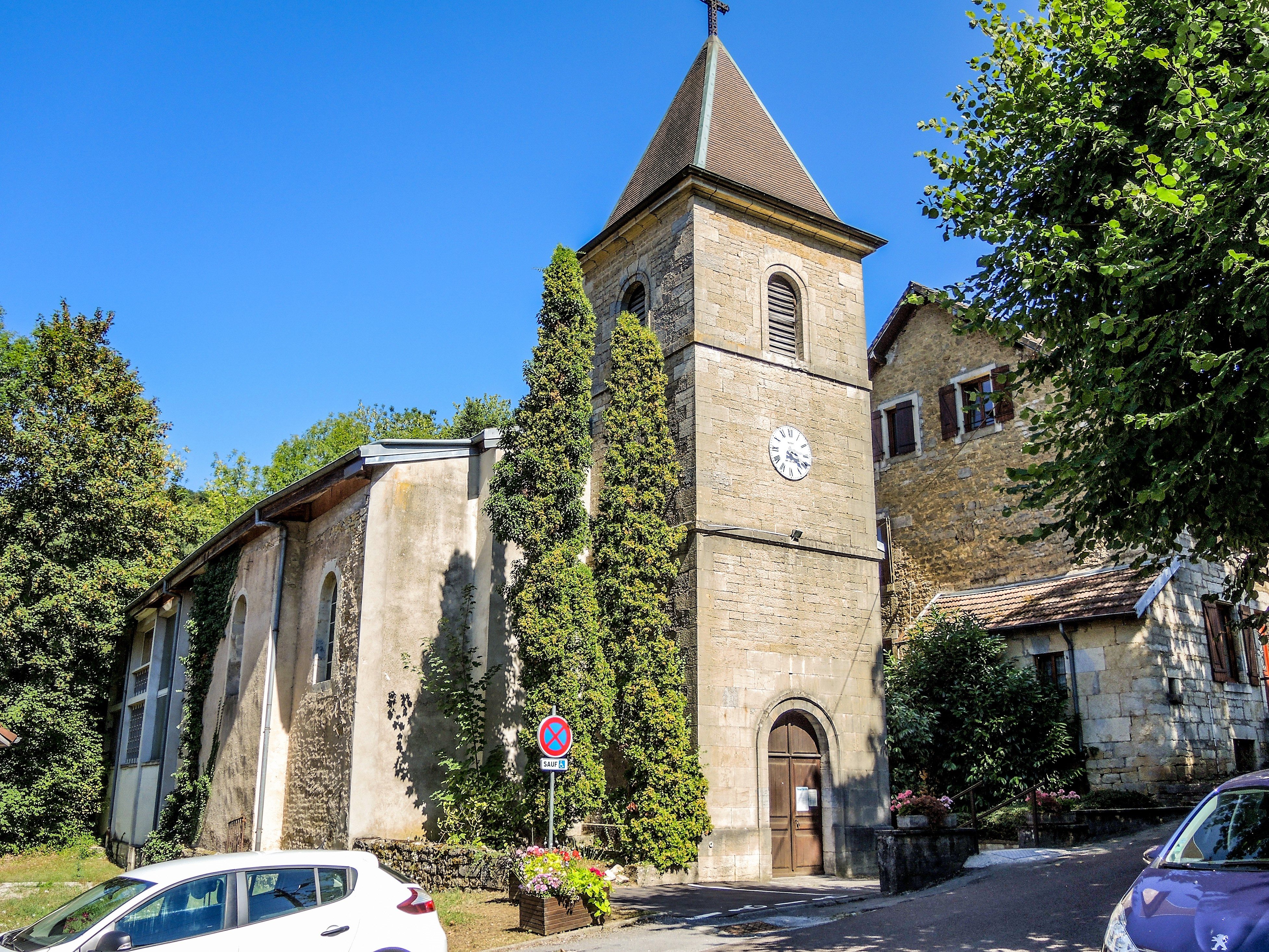
Église.
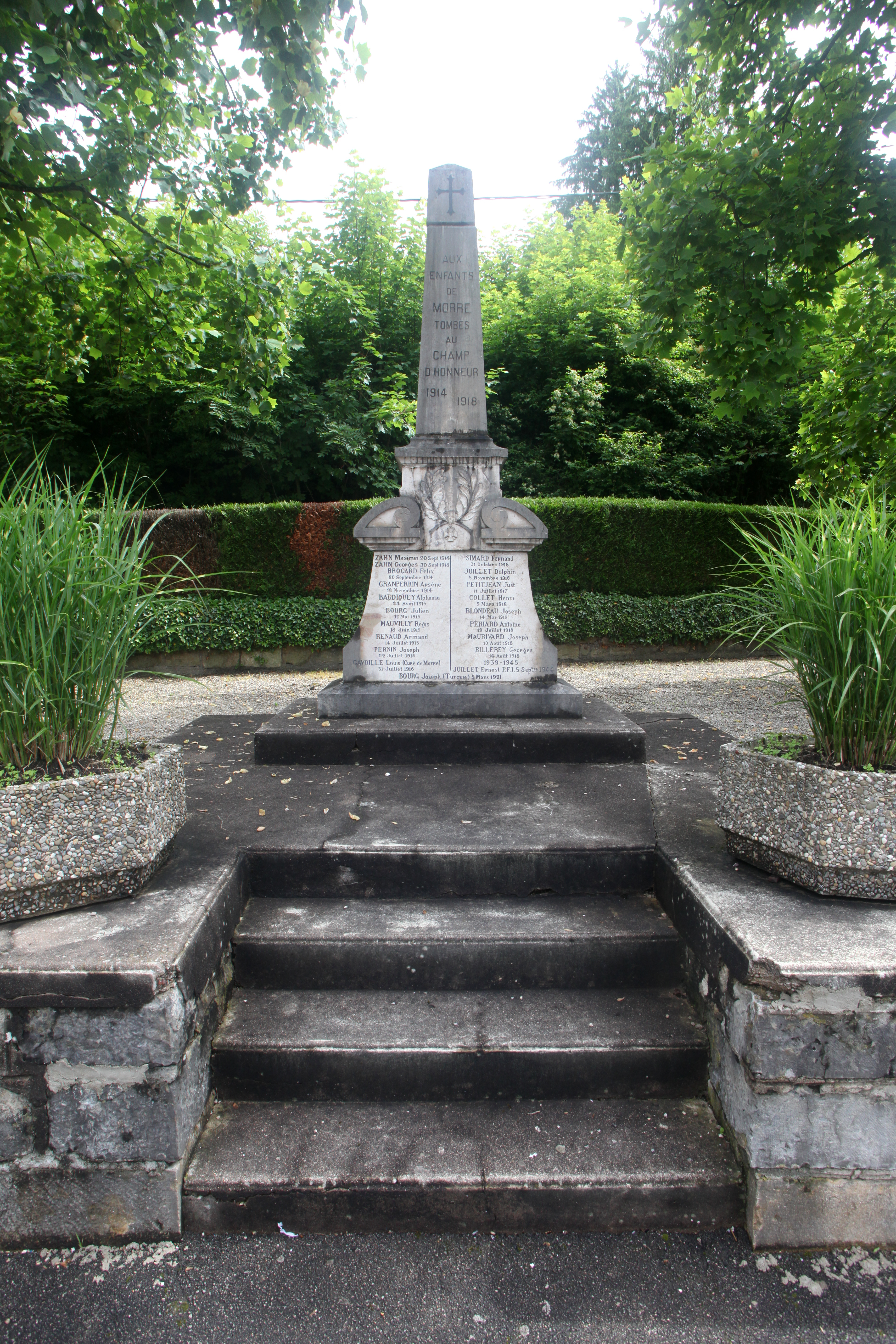
Monument aux morts.
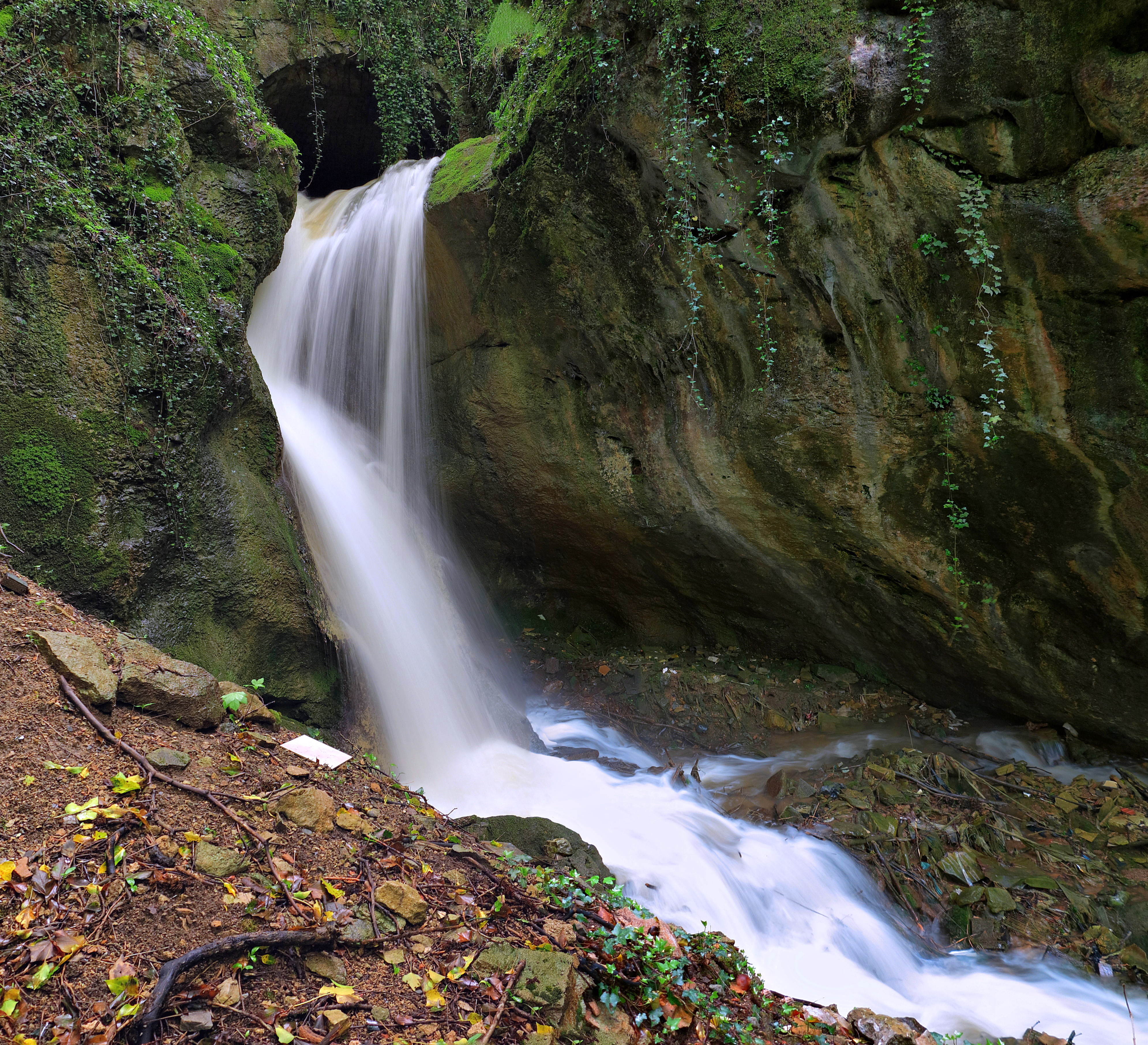
La cascade du Trou de l'Enfer.
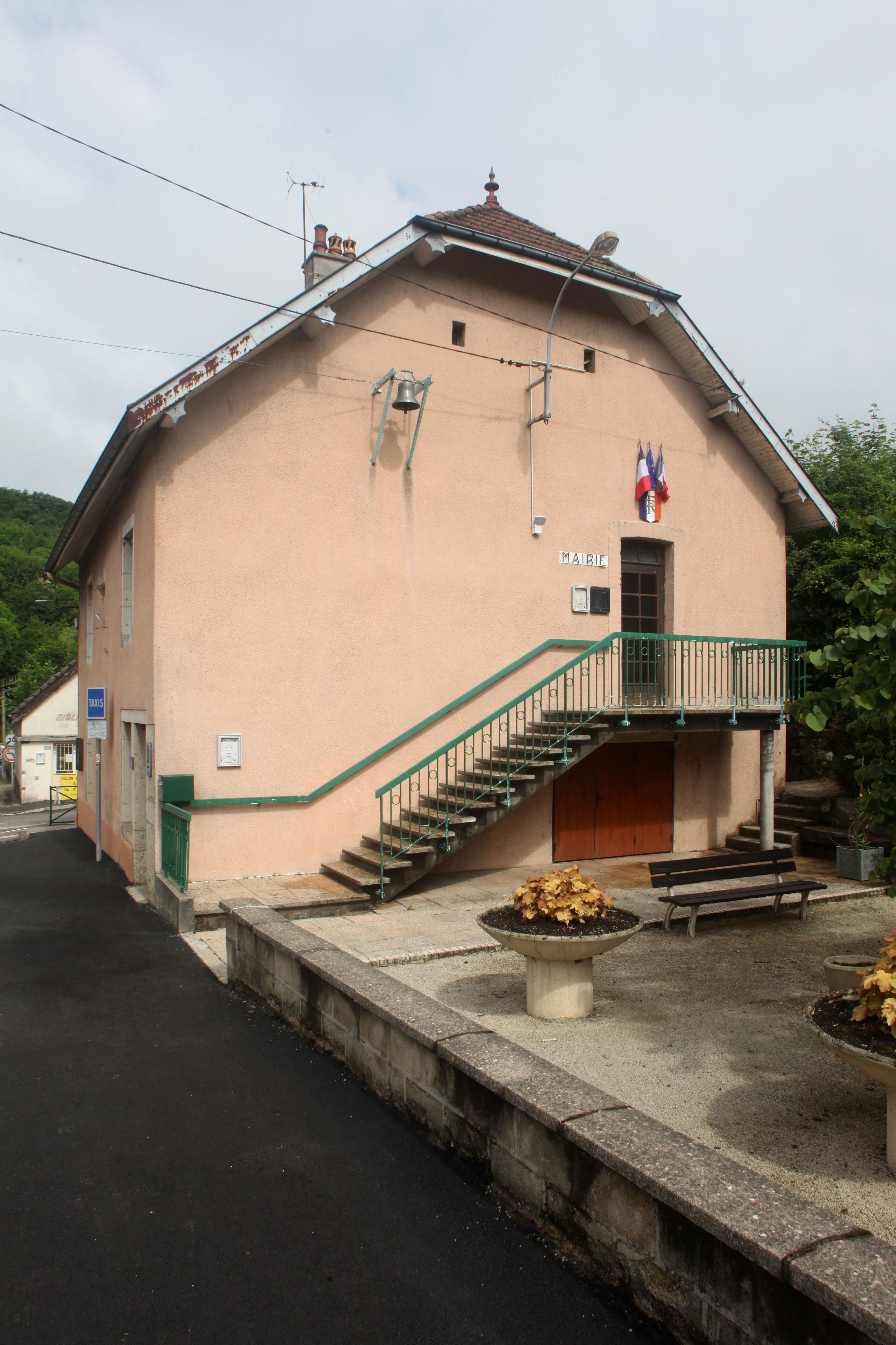
Ancienne mairie.

## Personnalités liées à la commune
- Jean-Victor Corbet (18 octobre 1799 à Bolandoz - 24 août 1861 à Morre) est enterré dans le cimetière du village. Il fut professeur de chirurgie à l'hôpital Saint-Jacques de Besançon et eut le mérite d'y introduire, en janvier 1847, la pratique de l'anesthésie générale à l'éther, trois mois après la première mondiale de Boston et un mois après la première de Paris[26]. Une rue porte son nom dans un nouveau lotissement du village.
- Ernest Juillet (1899-1944), Résistant Français.